# Salvatore La Ferla
Salvatore La Ferla (Augusta, 1863 – Roma, 1931) è stato un generale italiano.

## Biografia
Generale di corpo d'armata, fu Comandante generale della Guardia di Finanza dal 1º ottobre 1919 al 1º febbraio 1923.